# Distrito de Habana

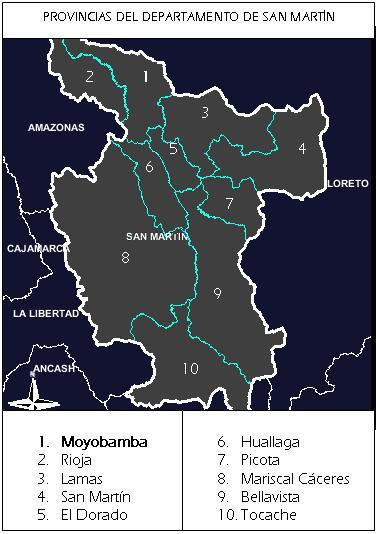
División política del Departamento de San Martín.

El distrito peruano de Habana es uno de los seis distritos que conforman la Provincia de Moyobamba en el Departamento de San Martín, perteneciente a la Región de San Martín  en el Perú.
Desde el punto de vista jerárquico de la Iglesia católica forma parte de la  Prelatura de Moyobamba, sufragánea de la Metropolitana de Trujillo y  encomendada por la Santa Sede a la Archidiócesis de Toledo en España.

## Geografía
La capital se encuentra situada a 600 m s. n. m.

## Fiestas y costumbres
El distrito es famoso por sus celebraciones patronales de la Virgen de la Merced.

## Población
Tiene una población de 5000 habitantes, el 98% es urbano.

## Economía
El distrito posee una limitada producción agrícola, y ganadera. Los principales cultivos son panllevar, arroz, soya, cacao, maíz y frutales; Su principal cultivo es el café. Además existen fábricas de elaboración de ladrillos y algunos molinos.
actualmente, el comercio es limitado, se expresa más en momentos festivos, en el centro urbano podemos encontrar negocios pequeños, y poco movimiento de transporte, pero ideal para zona residencial de viviendas. el turismo ha dejado de ser impulsado pese a tener algunos puntos estratégicos muy claves para ser potenciados con inversión pública y privada.

## Historia
La antigua capital, del distrito, en el año de 1820, fue sitiada por las tropas realistas, y antes de librar la Batalla de Habana, incendiaron el poblado, que luego fue trasladado a su actual emplazamiento. La Antigua Habana es ahora un lugar de ruinas y donde se ha erigido un monumento a la victoria republicana.
En 1990, un sismo destruyó casi todo el distrito, dejando varios muertos y casi toda la población perdió sus viviendas, las construcciones de tapial (construcciones tradicionales con paredes de tierra estilo colonial), han sido descartadas de la conciencia de los pobladores desde aquel evento.